# Новоуспенский сельсовет (Нижегородская область)
Новоуспенский сельсове́т — сельское поселение в Ветлужском районе Нижегородской области.
Административный центр — село Новоуспенское.

## История
Статус и границы сельского поселения установлены Законом Нижегородской области от 15 июня 2004 года № 60-З «О наделении муниципальных образований - городов, рабочих посёлков и сельсоветов Нижегородской области статусом городского, сельского поселения».

## Население
| 2002 | 2010 | 2012 | 2013 | 2014 | 2015 | 2016 |
| ---- | ---- | ---- | ---- | ---- | ---- | ---- |
| 394  | ↘290 | ↘277 | ↘267 | ↘264 | ↘252 | ↘243 |
| 2017 | 2018 | 2019 | 2020 | 2021 |      |      |
| →243 | ↘235 | ↘219 | ↘213 | ↘188 |      |      |

## Состав сельского поселения
| № | Населённый пункт | Тип населённого пункта       | Население |
| - | ---------------- | ---------------------------- | --------- |
| 1 | Золотое          | деревня                      | ↘7        |
| 2 | Крутцы           | деревня                      | ↘5        |
| 3 | Курляпшиха       | деревня                      | ↘1        |
| 4 | Новоуспенское    | село, административный центр | ↘259      |
| 5 | Осиновка         | деревня                      | ↘2        |
| 6 | Стешиха          | деревня                      | ↘1        |
| 7 | Токариха         | деревня                      | ↘15       |

## Русская православная церковь
Церковь Успения Пресвятой Богородицы